# 利伯蒂 (紐約州)
利伯蒂（英語：Liberty）是一個位於美國紐約州沙利文縣的鎮。

## 人口
根據2020年美國人口普查的數據，利伯蒂的面積為209.11平方千米，當中陸地面積為206.12平方千米，而水域面積為2.89平方千米。當地共有人口10159人，而人口密度為每平方千米49人。